# Saperda calcarata
Saperda calcarata är en skalbaggsart som beskrevs av Thomas Say 1824. Saperda calcarata ingår i släktet Saperda och familjen långhorningar. Inga underarter finns listade i Catalogue of Life.